# Obion (Tennessee)
Pour les articles homonymes, voir Obion.
Obion est une municipalité américaine située dans le comté homonyme au Tennessee.
Selon le recensement de 2010, Obion compte 1 119 habitants. La municipalité s'étend sur 1,51 mille carré (3,91 km2).

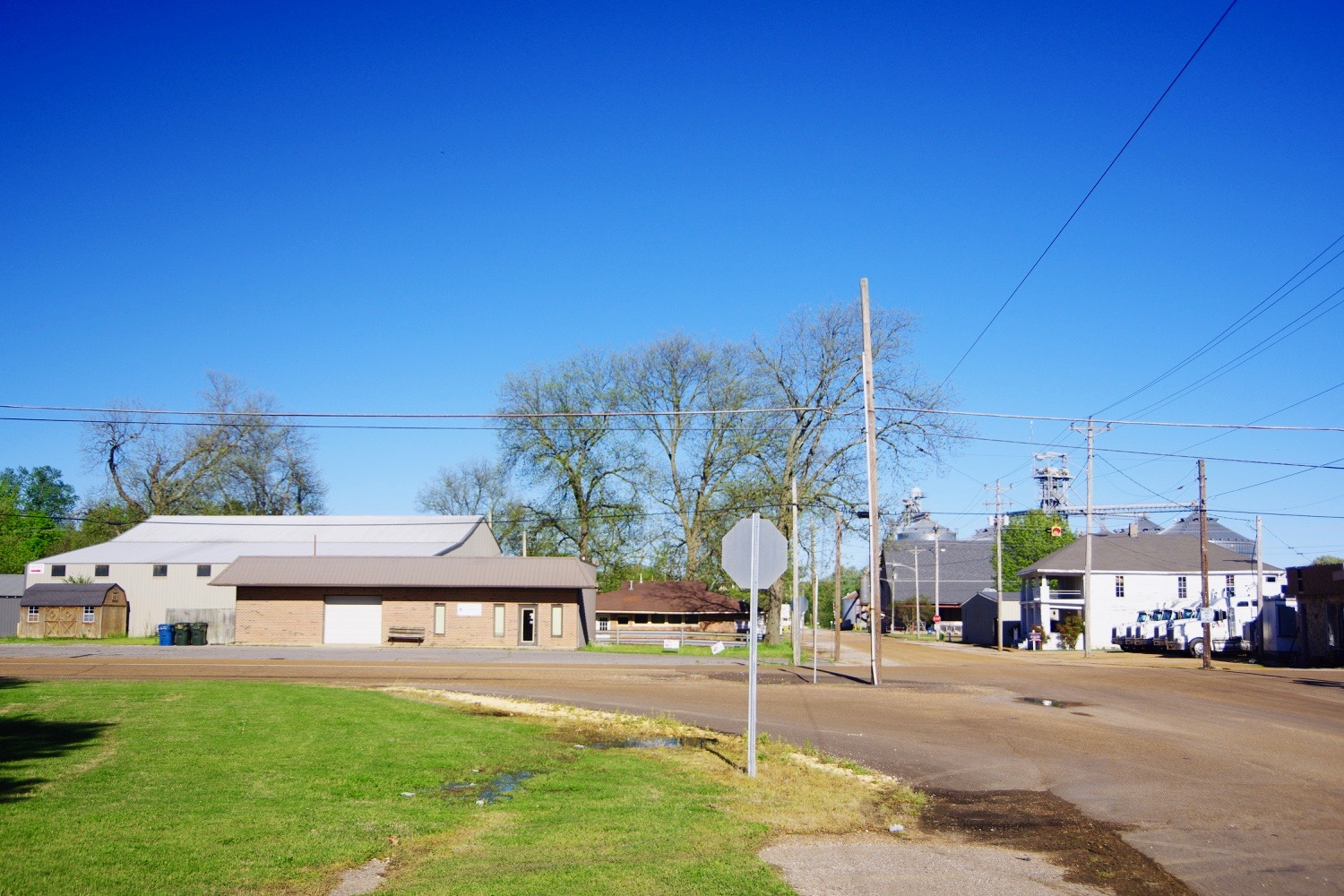
Obion Tennessee State Route 183

La localité est fondée par Billy Wilson et devient une municipalité en 1888. D'abord appelée Crescent City, elle adopte par la suite le nom de d'Obion, qui signifie « plusieurs bifurcations » (en anglais : many forks) dans une langue amérindienne.